# Saguinus midas
Saguinus midas là một loài động vật có vú trong họ Cebidae, bộ Linh trưởng. Loài này được Linnaeus mô tả năm 1758.
Loài khỉ Tân thế giới này là loài bản địa khu vực rừng phía bắc của sông Amazon ở Brazil, Guyana, French Guiana, Suriname, và có thể là Venezuela. Một số cá thể phía nam của sông Amazon không có sự tương phản màu lông chân và tay trước đây được cho là một quần thể nhỏ của loài này nhưng nay được phân thành một loài riêng gọi là khỉ Tamarin đen. Loài này có thân dài 20,5–28 cm (8,1-11,0 in); bao gồm cả đuôi dài 31–44 cm (12–17 in). Cân nặng 400-550 gram (0,88-1,21 lb). Tuổi thọ của nó là khoảng 10 năm trong tự nhiên và 16 năm trong điều kiện nuôi nhốt.

## Hình ảnh

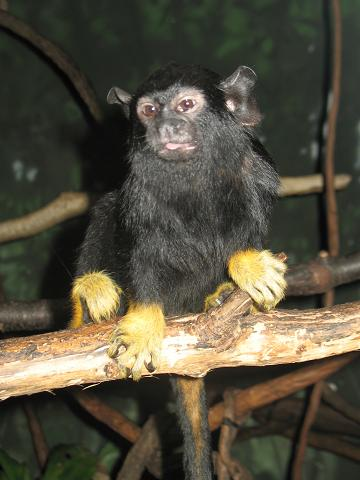
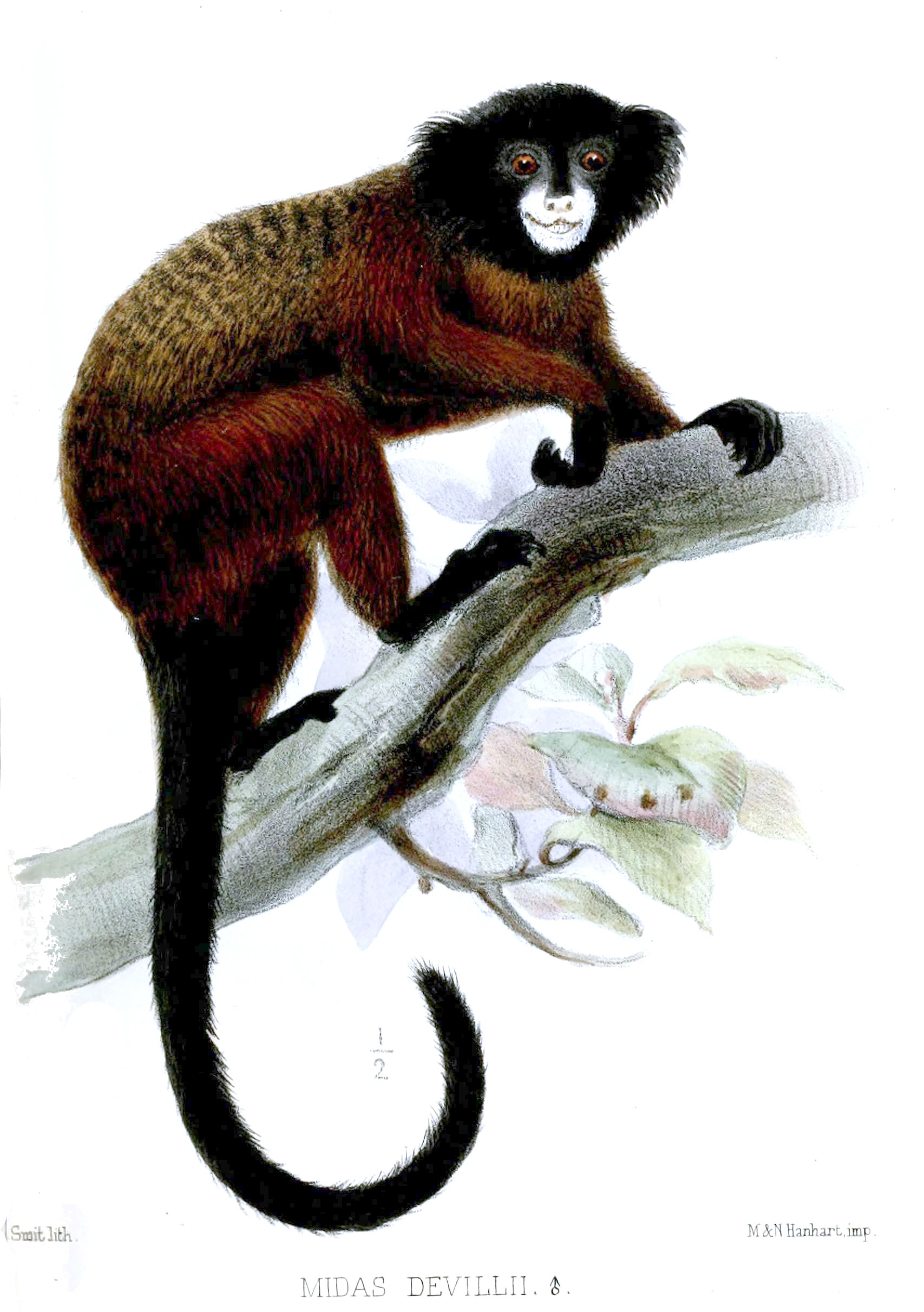
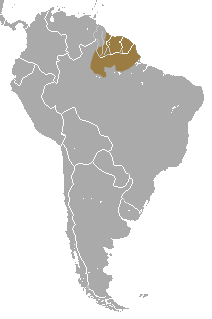
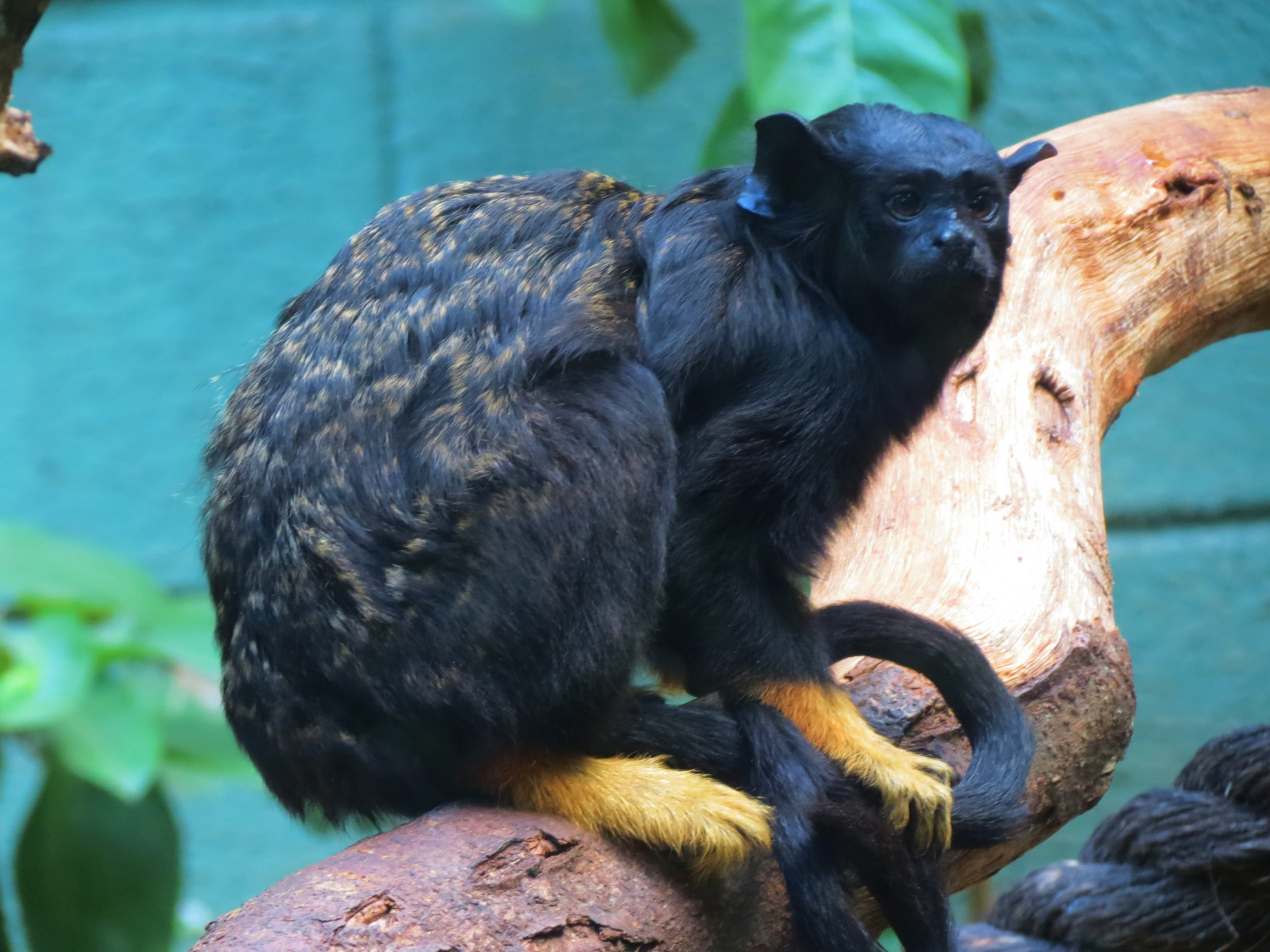